# 783
| [ Edytuj tabelę ]          |                                                   |
| Król Asturii               | - 774 Silo 783 - 783 Mauregato 788                |
| Cesarz Bizancjum           | - 780 Konstantyn VI 797                           |
| Chan Bułgarii              | - 777 Kardam 803                                  |
| Cesarz Chin                | - 780 Tang Dezong 805                             |
| Król Essexu                | - 758 Sigeric 798                                 |
| Król Franków               | - 768 Karol Wielki 814 - 781 Ludwik I Pobożny 814 |
| Cesarz Japonii             | - 781 Kammu 806                                   |
| Kalif                      | - 775 Al-Mahdi 785                                |
| Patriarcha Konstantynopola | - 780 Paweł IV 784                                |
| Król Mercji                | - 757 Offa 796                                    |
| Król Nortumbrii            | - 779 Elfwald I 788                               |
| Papież                     | - 772 Hadrian I 795                               |
| Doża Wenecji               | - 764 Maurizio Galbaio 787                        |
| Król Wessexu               | - 757 Cynewulf 786                                |

Rok 783 / DCCLXXXIII
stulecia: VII wiek ~
VIII wiek ~
IX wiek

lata: 773 «
778 «
779 «
780 «
781 «
782 «
783
» 784
» 785
» 786
» 787
» 788
» 793

## Wydarzenia
- Kampania bizantyjskiego wodza Staurakiosa przeciwko Sklawinom w Grecji
- Powstanie Sasów pod wodzą Widukinda, bitwy pod Theotmalli (Detmold) i pod Osnabrück (bitwa nad Hase)
- Październik – ślub Karola Wielkiego i Fastrady (według innych źródeł wesele odbyło się w 784)
- Mauregato został nowym królem Asturii (do 788 lub 789)

## Urodzili się
- Muhammad ibn Musa al-Chuwarizmi, perski matematyk, astronom, geograf i kartograf pochodzenia uzbeckiego, zm. ok. 850 (według innych źródeł urodził się w 780 r.)

## Zmarli
- 30 kwietnia – Hildegarda, żona Karola Wielkiego (ur. ok. 758)
- 12 lipca – Bertrada z Laon, matka Karola Wielkiego, błogosławiona (ur. ok. 720)
- Silo, król Asturii od 774
- Megingaud, drugi biskup Würzburga, święty (ur. 710 lub 718)
- Han Gan, malarz z czasów chińskiej dynastii Tang (ur. 706)